# Tritonia nilsodhneri
Tritonia des gorgones
Espèce
La Tritonia des gorgones (Tritionia nilsodhneri) est une espèce de mollusques nudibranches de la famille des tritoniidés. La coloration du corps de ce mollusque est un exemple de mimétisme puisqu'elle s'accorde à celle de ses proies, principalement des gorgones : il peut être blanc, rose voire marron clair. Ce petit nudibranche mesure 35 mm au maximum. Il est présent dans le nord de l'océan Atlantique, dans la Manche et plus rarement en mer Méditerranée. 

## Taxinomie et étymologie
L'espèce est décrite par la zoologiste allemande Eveline du Bois-Reymond Marcus en 1983 ; l'épithète spécifique « nilsodhneri » est un hommage au malacologiste suédois Nils Hjalmar Odhner mort en 1973, spécialiste des opistobranches. La dénomination française de l'espèce, Tritonia des gorgones, est obtenue par normalisation de « tritonia » et insiste sur la relation proche que l'espèce entretient avec les gorgones. Tritonia nilsodhneri appartient au genre Tritonia de la famille des tritoniidés.

## Distribution et habitat
La zone de distribution de la Tritonia des gorgones couvre l'Atlantique nord-est avec comme limite septentrionale le Comté de Donegal en Irlande du Nord,{ et comme limite méridionale le nord-ouest de l'Espagne : la zone de répartition comprend donc la mer d'Iroise, la Manche, la mer du Nord ;  l'espèce est présente dans la partie occidentale de la mer Méditerranée mais en moins grande quantité,. En dehors de l'Europe, la Tritonia des gorgones a été observée en Afrique du Sud, dans la baie False, sur la péninsule du Cap. L'espèce vit sur des fonds rocheux à proximité de ses proies, à des profondeurs comprises entre la surface et environ 40 m. 

## Description

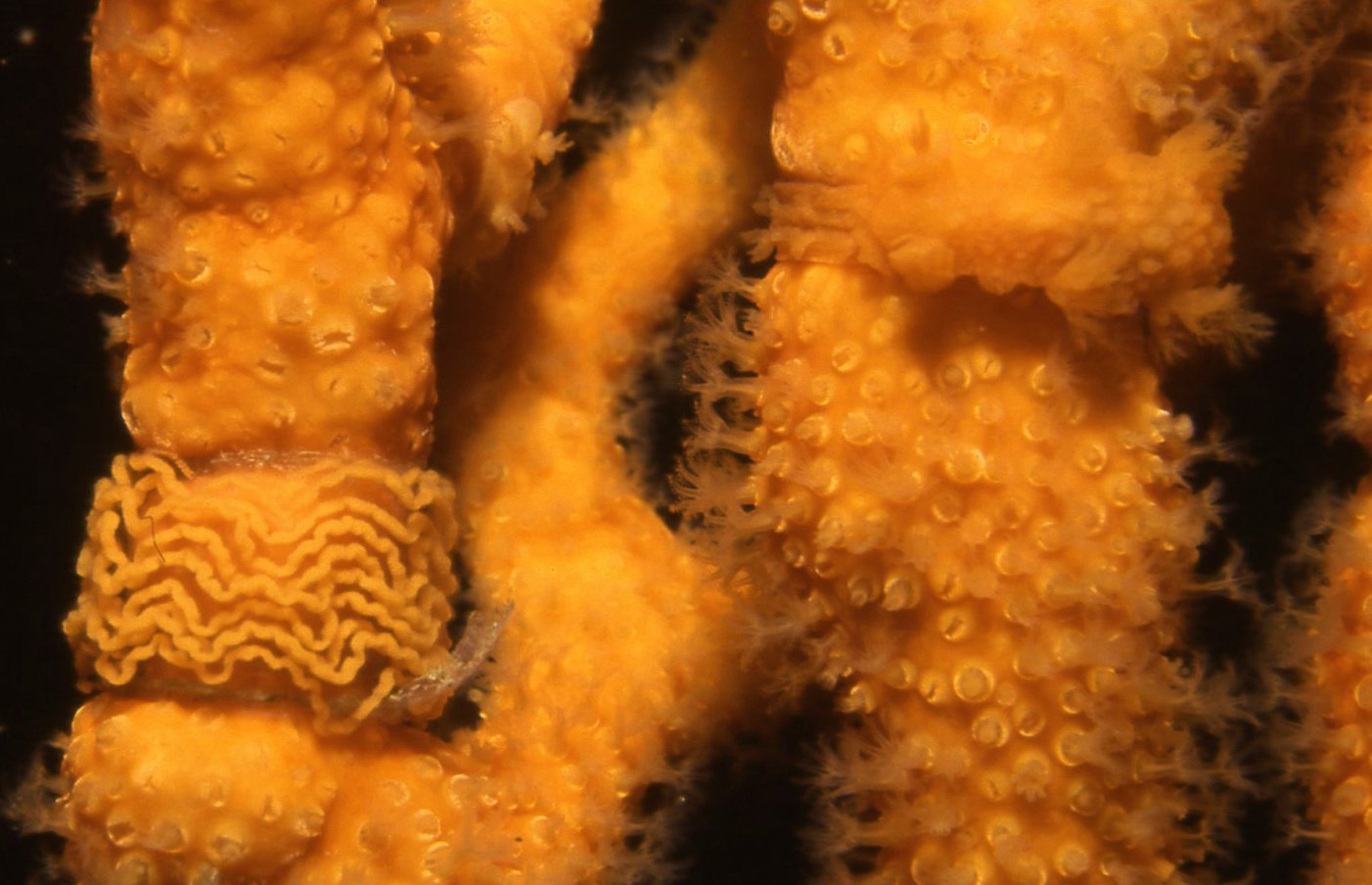
L'espèce fait preuve d'un mimétisme très efficace.

La Tritonia des gorgones mesure généralement entre 20 et 35 mm. Le corps est effilé. La coloration est toujours pâle mais varie entre le blanc, le rose clair ou rose-saumon, l'orangé, le grisâtre voire le marron clair. La coloration est largement dépendante du régime alimentaire de l'individu : la coloration de T. nilsodhneri se rapporte à celle de ses proies. Sur les individus les plus clairs, la coloration légèrement translucide laisse voir les organes internes jaunâtres depuis les rhinophores jusqu'à la troisième paire de panaches branchiaux. Le corps ne présente pas de marques particulières. Jusqu'à huit paires de cérates faisant office de branchies sont réparties sur la surface dorsale, ces panaches branchiaux sont souvent plus rudimentaires à mesure qu'ils se rapprochent de la queue. Les panaches branchiaux ont une apparence très similaire aux polypes de la gorgone Eunicella verrucosa qui est l'une des proies communes de l'espèce. La ressemblance est si proche qu'il est possible de parler de mimétisme. Trois paires de tentacules oraux sont visibles sur la tête, ceux sur les côtés sont plus longs. Les deux rhinophores également situés sur la tête ressemblent à ceux des autres espèces du genre Tritonia : ils sortent chacun d'un fourreau lisse, étroit et en forme de cloche, ils sont larges à leur base et ramifiés à leur extrémité,. Les yeux sont placés derrière les fourreaux. Le voile buccal est positionné à l'avant de la tête : il est recouvert de quatre à six digitations pointues. La bouche se situe en bas de ce voile. La papille génitale est placée sur le flanc droit, au niveau du premier panache branchial, l'anus est sur le même côté mais entre le premier et le second panache. Le pied est blanc et élargi à l'arrière.

## Écologie

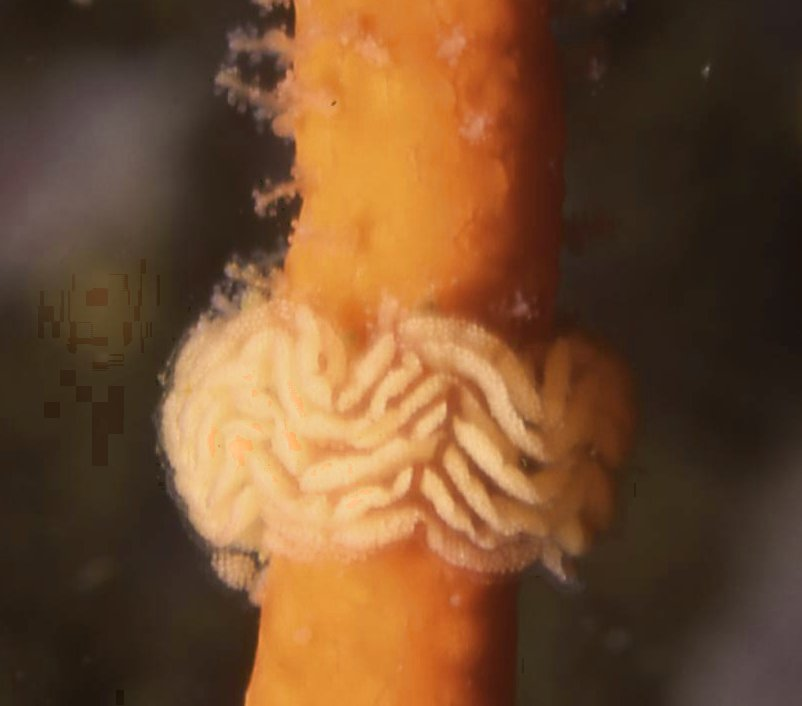
La Tritonia des gorgones dépose sa ponte en spirale sur les branches de son hôte.

La Tritonia des gorgones s'enroule sur les branches des quelques polypes qui constituent son régime alimentaire carnivore. La proie la plus répandue dans l'Atlantique est Eunicella verrucosa ; les autres polypes appartiennent à E. singularis en Méditerranée ainsi qu'à Leptogorgia sarmentosa au nord-ouest de l'Espagne. L'espèce se nourrit des tissus de ses proies ce qui entraîne la modification de sa coloration ; le camouflage de l'espèce est si efficace que sa présence n'est souvent trahie que par la ponte.
Comme les autres nudibranches, cette espèce est hermaphrodite : la ponte (ou « oothèque ») est translucide et composée d’œufs blancs. La ponte est déposée en une fine spirale sur les branches des polypes,.